# (20016) Rietschel
(20016) Rietschel (1991 TU13) – planetoida z pasa głównego asteroid okrążająca Słońce w ciągu 4,3 lat w średniej odległości 2,64 j.a. Odkryta 8 października 1991 roku.